# مرتضى باسانديديه الخميني
السيد مرتضى باسنديده (13 حمل 1275 – 12 أبان 1375) عالم دين وفقيه شيعي، وهو الأخ الأكبر لروح الله الخميني وممثله الديني في منطقة خمين.

## الحياة
وُلد السيد مرتضى بقرية سانديده في 13 نيسان 1975 في مقاطعة خمين. وكان والده السيد مصطفى الموسوي أحد رجال الدين البارزين لدى الخميني. وبعد أن أكمل دوراته التحضيرية، ذهب إلى أصفهان في عام 1909، حيث درس الأدب والمنطق وعلم الكلام والفقه والمبادئ والهندسة وعلم الفلك على يد أساتذة مثل رحيم أرباب ومحمد صادق خاتون آبادي. ثم ذهب إلى النجف وأقام في النجف مدة لمواصلة دراسته، وتمكن من الحصول على إذن ممارسة الاجتهاد من عبد الكريم الحائري اليزدي وآقا ضياء الدين العراقي. وبالإضافة إلى ذلك، عندما كان السيد حسن مدرس يُدرّس الفقه والأصول في مدرسة الشهيد مطهري الثانوية (مدرسة السباهسالار سابقًا)، كان باسانديده أحد طلابه لبضعة أشهر ثم عاد إلى خمين وأسس مدرسة للفقه والأصول وعلم الكلام والمنطق والنحو في تلك المدينة.

## روابط خارجي
- رحيل العلامة المجاهد آية الله السيد مرتضى باسنديده مركز وثائق الثورة الإسلامية
- مذكرات آية الله باسانديده؛ مساعد باحث في مؤسسة تنظيم ونشر آثار الإمام الخميني (رض)؛ الطبعة الأولى 2005
- تصوير/ سيد مرتضى باسنديده الأخ الأكبر للإمام الخميني
- صور نادرة لحبيبة شقيق الإمام الخميني
- رسالة منسوبة إليه موجهة إلى أخيه روح الله الخميني بشأن قضايا العصر بعد الثورة الإسلامية

## طالع أيضًا
- سيد نور الله الهندي، الأخ الأكبر
- سيد روح الله الخميني، الأخ الأصغر